# 연속 함수
위상수학과 해석학에서 연속 함수(連續函數, 문화어: 련속함수, 영어: continuous function, continuous map)는 정의역의 점의 ‘작은 변화’에 대하여, 치역의 값 역시 작게 변화하는 함수이다. 즉, 변수가 연속적으로 변할 때 함숫값도 연속적으로 변하는 함수이다. 이는 함숫값에 갑작스러운 변화가 생기지 않는다는 것을 의미한다. 더 정확하게는, 임의의 작은 함숫값의 변화에 대해, 충분히 작은 범위 안에 있는 변수의 함숫값이 그 변화보다 작도록 할 수 있을 때 함수가 연속이라고 한다. 예를 들어 성장하는 중인 나무의 특정 시각 {\displaystyle t}에서의 높이가 {\displaystyle H(t)}라고 하면 함수 {\displaystyle H}는 연속 함수로 볼 수 있다. 반면 특정 시각 {\displaystyle t}에 은행 계좌에 들어있는 돈을 {\displaystyle M(t)}라고 하면 함수 {\displaystyle M}은 돈을 넣거나 뺄 때마다 순간적으로 변하므로 불연속 함수로 볼 수 있다. 19세기까지 수학자들은 다소 직관적인 방식에 의존하여 연속이라는 개념을 사용하였지만, 이후 소위 엡실론-델타 논법을 사용하여 연속을 엄밀하게 정의하였다.
연속 함수는 실수 집합 또는 복소수 집합 사이의 함수에 대하여 정의할 수 있으며, 보다 일반적으로 임의의 거리 공간 또는 위상 공간 사이의 연속 함수를 정의할 수 있다. 두 집합 사이의 함수 가운데 어떤 것들이 연속 함수인지는 집합 위에 정의된 위상에 따라 다르다. 이를테면, 스콧 연속 함수는 스콧 위상을 부여한 원순서 집합 사이의 연속 함수를 일컫는다. 다른 한편, 정의역이나 공역의 거리 구조를 바꾸더라도 위상이 변하지 않는다면 연속 함수의 개념은 변하지 않는다.
연속 함수 조건의 더 강한 형태로는 균등 연속 함수나 립시츠 연속 함수 따위가 있다. 다만, 이 조건들을 정의하려면 위상 공간 구조만으로는 부족하다. 균등 연속 함수의 정의역과 공역은 적어도 균등 공간 구조를 갖추어야 하며, 립시츠 연속 함수가 정의되기 위해서는 거리 공간 구조가 필요하다.

## 정의

점 에서의 연속: 임의의 의 근방 V에 대하여, 인 의 근방 U가 존재한다.

위상 공간 {\displaystyle X} 및 {\displaystyle Y} 사이의 함수 {\displaystyle f\colon X\to Y} 및 점 {\displaystyle x\in X}에 대하여, 다음 두 조건이 서로 동치이다. 이 조건을 만족시키는 {\displaystyle f}를 점 {\displaystyle x}에서 연속(continuous at the point {\displaystyle x})이라고 한다.
- 임의의 {\displaystyle f(x)}의 근방 {\displaystyle V\ni f(x)}에 대하여, {\displaystyle f(U)\subseteq V}인 {\displaystyle x}의 근방 {\displaystyle U\ni x}가 존재한다.
- 임의의 그물 {\displaystyle x_{\alpha }\in X}에 대하여, 만약 {\displaystyle x_{\alpha }\to x}라면 {\displaystyle f(x_{\alpha })\to f(x)}이다.
- {\displaystyle \lim _{x'\to x}f(x')=f(x)}. 여기서 {\displaystyle \lim _{x'\to x}}은 함수의 극한이다.

위상 공간 {\displaystyle X} 및 {\displaystyle Y} 사이의 함수 {\displaystyle f\colon X\to Y}에 대하여, 다음 조건들이 서로 동치이며, 이를 만족시키는 함수를 연속 함수라고 한다.
- 임의의 열린집합 {\displaystyle U\subseteq Y}에 대하여, 원상 {\displaystyle f^{-1}(U)\subseteq X}는 열린집합이다.
- 임의의 닫힌집합 {\displaystyle C\subseteq Y}에 대하여, 원상 {\displaystyle f^{-1}(C)\subseteq X}는 닫힌집합이다.
- {\displaystyle f}는 {\displaystyle X}의 모든 점에서 연속이다.
- 임의의 부분 집합 {\displaystyle A\subseteq X}에 대하여, 항상 {\displaystyle f(\operatorname {cl} (A))\subseteq \operatorname {cl} (f(A))}이다. 여기서 {\displaystyle \operatorname {cl} }은 폐포를 일컫는다.
- 임의의 부분 집합 {\displaystyle B\subseteq Y}에 대하여, 항상 {\displaystyle \operatorname {cl} (f^{-1}(B))\subseteq f^{-1}(\operatorname {cl} B)}이다.

위상 공간 {\displaystyle X} 및 {\displaystyle Y} 사이의 함수 {\displaystyle f\colon X\to Y}가 다음 조건을 만족시킨다면, {\displaystyle f}를 점렬 연속 함수(點列連續函數, 영어: sequentially continuous function)라고 한다.
- 임의의 점렬 {\displaystyle x_{i}\in X} 및 점 {\displaystyle x\in X}에 대하여, 만약 {\displaystyle x_{i}\to x}라면 {\displaystyle f(x_{i})\to f(x)}이다.

## 성질
위상 공간 {\displaystyle X}, {\displaystyle Y}, {\displaystyle Z} 및 연속 함수 {\displaystyle f\colon X\to Y} 및 {\displaystyle g\colon Y\to Z}에 대하여, 그 합성
{\displaystyle g\circ f\colon X\to Z}
역시 연속 함수이다.
연속 전단사 함수 {\displaystyle f\colon X\to Y}의 역함수 {\displaystyle f^{-1}\colon Y\to X}는 일반적으로 연속 함수가 아니다. 그러나 만약 {\displaystyle X}가 콤팩트 공간이며, {\displaystyle Y}가 하우스도르프 공간이라면, {\displaystyle f^{-1}}는 연속 함수가 된다. 즉, 이 경우 연속 전단사 함수는 위상 동형 사상과 동치이다. 이는 콤팩트 공간 {\displaystyle X}에서 하우스도르프 공간 {\displaystyle Y}으로 가는 모든 연속 함수는 닫힌 함수이기 때문이다.
두 위상 공간 {\displaystyle X}, {\displaystyle Y} 사이의 연속 함수 {\displaystyle f\colon X\to Y}에 대하여, 다음이 성립한다.
- 만약 {\displaystyle X}가 콤팩트 공간이라면, {\displaystyle f(X)}도 콤팩트 공간이다.
- 만약 {\displaystyle X}가 연결 공간이라면, {\displaystyle f(X)}도 연결 공간이다.
- 만약 {\displaystyle X}가 경로 연결 공간이라면, {\displaystyle f(X)}도 경로 연결 공간이다.

임의의 두 위상 공간 {\displaystyle X}, {\displaystyle Y} 사이의 연속 함수는 항상 점렬 연속 함수이다. 만약 {\displaystyle X}가 제1 가산 공간이라면, {\displaystyle X}와 {\displaystyle Y} 사이의 함수에 대하여 연속 함수와 점렬 연속 함수가 서로 동치이다.
집합 {\displaystyle X} 및 위상 공간들의 족 {\displaystyle (Y_{i})_{i\in I}} 및 함수족 {\displaystyle (f_{i}\colon X\to Y_{i})_{i\in I}}이 주어졌을 때, 임의의 위상 공간 {\displaystyle Z} 및 함수 {\displaystyle g\colon Z\to X}에 대하여, 다음 두 조건이 서로 동치이다.
- {\displaystyle X} 위에 모든 {\displaystyle f_{i}}를 연속 함수로 만드는 가장 엉성한 시작 위상을 부여하였을 때, {\displaystyle g}는 연속 함수이다.
- 임의의 {\displaystyle i\in I}에 대하여, {\displaystyle f_{i}\circ g}는 연속 함수이다.

특히, 곱공간을 공역으로 하는 함수가 연속 함수일 필요충분조건은 성분별로 연속 함수인 것이다. 마찬가지로, 끝 위상과 몫공간에 대해서도 유사한 명제가 성립한다.

### 균등 공간 사이의 연속 함수
균등 공간 사이에서, 모든 균등 연속 함수는 연속 함수이다. 그 역은 일반적으로 성립하지 않는다. 정의역이 콤팩트 균등 공간인 경우, 연속성은 균등 연속성과 동치이다 (하이네-칸토어 정리).

### 거리 공간에서의 연속 함수
두 거리 공간 {\displaystyle (X,d_{X})} 및 {\displaystyle (Y,d_{Y})} 사이의 함수 {\displaystyle f\colon X\to Y} 및 점 {\displaystyle x\in X}에 대하여, 다음 세 조건이 서로 동치이다.
- {\displaystyle f}는 {\displaystyle x}에서 연속이다.
- 임의의 양의 실수 {\displaystyle \epsilon >0}에 대하여, 다음 조건을 만족시키는 양의 실수 {\displaystyle \delta _{\epsilon }>0}이 존재한다.
  - 임의의 {\displaystyle x'\in X}에 대하여, 만약 {\displaystyle d_{X}(x,x')<\delta _{\epsilon }}라면, {\displaystyle d_{Y}(f(x),f(x'))<\epsilon }이다.
- {\displaystyle f}는 {\displaystyle x}에서 점렬 연속이다. 즉, 임의의 점렬 {\displaystyle x_{i}\in X}에 대하여, 만약 {\displaystyle x_{i}\to x}라면 {\displaystyle f(x_{i})\to f(x)}이다.

거리 공간 사이에서, 모든 립시츠 연속 함수는 균등 연속 함수이며, 따라서 연속 함수이다.

### 실수값 연속 함수
임의의 위상 공간 {\displaystyle X} 위의 두 연속 함수
{\displaystyle f,g\colon X\to \mathbb {R} }
에 대하여, 다음이 성립한다.
- {\displaystyle f+g\colon X\to \mathbb {R} }는 연속 함수이다.
- {\displaystyle fg\colon X\to \mathbb {R} }는 연속 함수이다.
  - 상수 함수는 연속 함수이므로, 만약 {\displaystyle g}가 임의의 실수 {\displaystyle r}라면, {\displaystyle rf\colon X\to \mathbb {R} }는 연속 함수이다. 특히, {\displaystyle r=-1}인 경우 {\displaystyle -f\colon X\to \mathbb {R} }는 연속 함수이다.
- 만약 모든 {\displaystyle x\in X}에 대하여 {\displaystyle f(x)\neq 0}이라면, {\displaystyle 1/f}는 연속 함수이다.

### 실수 위의 함수
어떤 구간 {\displaystyle I\subset \mathbb {R} } 및 위상 공간 {\displaystyle Y} 사이의 함수 {\displaystyle f\colon I\to Y} 및 실수 {\displaystyle r\in I}에 대하여, 다음을 정의하자.
- 만약 {\displaystyle \lim _{x\to r^{+}}f(x)=f(r)}이라면 {\displaystyle f}는 {\displaystyle r}에서 우연속(영어: right-continuous)이다.
- 만약 {\displaystyle \lim _{x\to r^{-}}f(x)=f(r)}이라면 {\displaystyle f}는 {\displaystyle r}에서 좌연속(영어: left-continuous)이다.

실수 구간 {\displaystyle I\subset \mathbb {R} }으로부터 위상 공간 {\displaystyle Y}로 가는 함수 {\displaystyle f\colon I\to Y} 및 임의의 실수 {\displaystyle r\in I}에 대하여, 다음 두 조건이 서로 동치이다.
- {\displaystyle f}는 {\displaystyle r}에서 연속이다.
- {\displaystyle f}는 {\displaystyle r}에서 좌연속이며 우연속이다.

## 예

함수 의 그래프. 이 함수의 정의역은 0이 아닌 실수의 집합 이며, 이는 연속 함수이다. 만약 이라고 추가 정의하면 이 함수는 0에서 불연속이 된다. 만약 로 정의하면 이 함수는 0에서도 연속이 되며, 복소평면에서 리만 구로 가는 유리형 함수로 확장할 수 있다. 이는 이 함수를 복소함수로 보았을 때, 0은 위수가 1인 극점이고, 유한한 주부분을 가진 로랑 급수가 특이점 주변에서 정의될 수 있기 때문이다.

실수선에 표준적인 위상을 정의하였을 때, 다음 함수들은 연속 함수이다.
- 모든 다항식 {\displaystyle \mathbb {R} \to \mathbb {R} }
- 지수 함수 {\displaystyle \exp \colon \mathbb {R} \to \mathbb {R} }
- 사인 {\displaystyle \sin \colon \mathbb {R} \to \mathbb {R} }
- 코사인 {\displaystyle \cos \colon \mathbb {R} \to \mathbb {R} }
- 절댓값 {\displaystyle |\cdot |\colon \mathbb {R} \to \mathbb {R} }

다음 함수는 연속 함수가 아니다.
- 부호 함수 {\displaystyle \operatorname {sgn} \colon x\mapsto {\begin{cases}1&x>0\\0&x=0\\-1&x<0\end{cases}}}

## 참고 문헌
- Munkres, James R. (2000). 《Topology》 (영어) 2판. Prentice Hall. ISBN 978-0-13-181629-9. MR 0464128. Zbl 0951.54001.

## 같이 보기
- 반연속 함수
- 불연속점의 분류
- 균등 연속 함수
- 절대 연속 함수
- 립시츠 연속 함수
- 횔더 연속 함수
- 동등 연속 함수족
- 유계 작용소